# José Luís Ferreira
José Luís Teixeira Ferreira (27 de Agosto de 1962, Vila Pouca de Aguiar) é um jurista e ex-deputado português, eleito nas listas da Coligação Democrática Unitária (CDU) pelo círculo eleitoral de Lisboa em representação do Partido Ecologista "Os Verdes" na XI legislatura. Foi candidato, pela CDU, à Presidência da Câmara Municipal de Vila Pouca de Aguiar nas eleições autárquicas de 2013.
Foi presidente da Associação de Estudantes da Escola Secundária de Vila Pouca de Aguiar durante os anos lectivos de 1981/82 e 1982/83.
Licenciado em Direito pela Faculdade de Direito da Universidade de Lisboa, exerceu as funções de Chefe de Gabinete do Grupo Parlamentar "Os Verdes" de 1995 a 2002. Actualmente é membro da Comissão Executiva Nacional do Partido Ecologista "Os Verdes" e membro eleito da Assembleia Municipal de Lisboa desde 2001 e da Assembleia Metropolitana de Lisboa. 
No Parlamento exerceu — em substituição — o cargo de Deputado nas VIII e X Legislaturas e eleito na XI legislatura em 2009. Entre 2009 e 2011 membro das seguintes Comissões Parlamentares e Grupos de Trabalho: 
- Comissão de Assuntos Constitucionais, Direitos, Liberdades e Garantias [Coordenador GP]
- Comissão de Assuntos Económicos, Inovação e Energia [Suplente]
- Comissão de Agricultura, Desenvolvimento Rural e Pescas [Coordenador GP]
- Comissão de Educação e Ciência [Suplente]
- Comissão de Obras Públicas, Transportes e Comunicações [Coordenador GP]
- Comissão do Ambiente, Ordenamento do Território e Poder Local [Suplente]
- Comissão Eventual para a Revisão Constitucional [Suplente]
- Grupo de Trabalho - Audições da COPTC
- Grupo de Trabalho - Audiências
- Grupo de Trabalho - Audição de Peticionantes
- Grupo de Trabalho - Alteração da Lei das Armas - Exercício da Actividade Venatória (PPL 36-GOV e PJL 412-PP)
- Grupo de Trabalho - Criação de Tribunais de Competência Especializada (PPL 32-GOV)
- Grupo de Trabalho - Acompanhamento da Aplicação das Medidas Políticas e Legislativas de Combate à Corrupção
- Grupo de Trabalho - Arbitragem Voluntária (PPL 48-GOV e PJL 264-CDS-PP)
- Grupo de Trabalho - Alteração da Lei Eleitoral AR (PJL 535-CDS-PP)
- Subcomissão de Igualdade

## Obras
- Dez Contos de Réis e De Gente, José Luís Ferreira, Chiado Editora, Colecção Viagens na Ficção, Janeiro de 2011